# Iota Centauri
Iota Centauri is een ster in het sterrenbeeld Centaur.
De traditionele Arabische naam Alhakim (de Wijze) wordt nog zelden gebruikt.
De ster is het grootste deel van het jaar niet vanuit de Benelux te zien.
Iota Centauri heeft een parallax van 0,056 +/- 0,001 boogseconden en bevindt zich dus op 18,2 parsec (59,24 lichtjaar) van het zonnestelsel. Ze heeft schijnbare magnitude +2,73 en absolute magnitude +1,46. Het is een witte hoofdreeksster (classificatie A2 V) met effectieve oppervlaktetemperatuur 8600 K. Haar massa bedraagt 2,5 zonsmassa's en haar leeftijd wordt geschat op 350 miljoen jaar.
De hogere hoeveelheid infrarode straling dan zou mogen verwacht worden van de oppervlaktetemperatuur wijst erop dat de ster wordt omgeven door een stofwolk. Die zou zich op zes astronomische eenheden van de ster bevinden. Voor een ster van deze leeftijd is de stofwolk ongemeen helder, wat een recente verhoging suggereert, bijvoorbeeld ten gevolge van een botsing tussen planetesimalen.
Iota Centauri maakt deel uit van een groep van 16 sterren, gekend als IC 2391 (omicron Velorum cluster), die samen door de ruimte bewegen en die vermoedelijk minstens 45 miljoen jaar geleden uit dezelfde molecuulwolk kwamen.